# آنیتا اسکورگان
آنیتا اسکورگان (نروژی: Anita Skorgan؛ زادهٔ ۱۳ نوامبر ۱۹۵۸) خواننده و ترانه‌سرای نروژی است.
او نماینده نروژ در یوروویژن ۱۹۷۷ و یوروویژن ۱۹۷۹ بود.او همچنین همراه با جان تیگین در مسابقه آواز یوروویژن ۱۹۸۲ شرکت کرد.